# Basílica de San Ambrosio (Milán)
La basílica de San Ambrosio (en italiano: Basilica collegiata abbaziale prepositurale di Sant'Ambrogio) es una de las iglesias más antiguas de Milán.

## Historia
Edificada entre el año 379 y el 386 por voluntad del obispo de Milán, san Ambrosio, fue construida en una zona en la que se había sepultado anteriormente a cristianos martirizados durante las persecuciones romanas. Por este motivo fue dedicada a los mártires y se llamó Basilica Martyrum: el mismo Ambrosio quería poner en ella todas las reliquias de los mártires Sátiro y Víctor, Nabor, Vital, Félix, Valeria, Gervasio y Protasio. También Ambrosio fue sepultado en esta iglesia que, a partir de entonces y en su honor, lleva su nombre.
En el siglo IX, el obispo Angiberto II (824-860) llevó a cabo importantes modificaciones. Hizo añadir el ábside, precedido por una bóveda de cañón, y lo decoró con un gran mosaico, el Redentor en el trono entre los mártires Protasio y Gervasio, con los arcángeles Miguel y Gabriel, unido a dos episodios de la vida de san Ambrosio.
Al ciborio paleocristiano se le añadieron cuatro tímpanos decorados con estucos en el siglo X. Bajo el ciborio se colocó el altar de San Ambrosio, obra maestra de la orfebrería carolingia en oro, plata, piedras preciosas y esmaltes.
La basílica adquirió su aspecto definitivo entre 1088 y 1099 cuando, por iniciativa del obispo Anselmo, se reconstruyó según los esquemas de la arquitectura románica. Se mantuvieron las tres naves sin transepto y sus tres ábsides correspondientes, además de un cuadripórtico.
El tiburio fue añadido hacia fines del siglo XII pero se derrumbó en 1196. Entonces se reconstruyó con su particular disposición externa caracterizada por galerías con arcos en dos niveles sobrepuestos.

## Arquitectura
El material de construcción empleado es pobre (principalmente ladrillos de diversos colores, piedra y yeso blanco) y su proveniencia es local. Con los mismos materiales se realizaron los edificios del entorno. La renuncia a emplear materiales más preciosos traídos de Oriente se debe a la sensibilidad del tiempo, que ya no piensa en la materia opuesta al espíritu.
Respecto a la iglesia original, la nueva hereda escrupulosamente la planta: tres naves, ábsides y cuadripórtico. La planta interna de la basílica es longitudinal y tiene las mismas dimensiones del pórtico (si se excluyen de las medidas los ábsides).
La fachada de doble pendiente es larga y baja, típica también de las demás edificaciones de campo; su forma expresa el apego a la tierra que tanto influye en la concepción que fundamenta el proyecto de la iglesia. Presenta dos logias sobrepuestas. La inferior tiene tres arcos iguales y se une con el perímetro interno del pórtico. La superior tiene cinco arcos que aumentan en altura siguiendo el perfil de las pendientes. Tiene también bandas lombardas.

### El interior
El interior fue estructurado según estilos transalpinos, con el uso de la Bóveda de Arista. Las bóvedas de las naves laterales, con intercolumnios de dimensiones iguales a la mitad del lado de un intercolumnio de la nave central, se apoyan en pilares menores y sostienen los matroneos. Estos últimos ocupan todo el espacio disponible para el claristorio.

### El cuadripórtico
El cuadripórtico tenía la función de recoger a los grupos de catecúmenos al lado de la iglesia. Sin embargo, desde inicios del siglo XI, con la costumbre del bautismo de niños, el cuadripórtico perdió su función original. Así, terminó por emplearse como lugar descubierto para reuniones. Desde la logia superior de la fachada el arzobispo da su bendición a los ciudadanos.
El pórtico está delimitado por cuatro muros (de ahí el nombre). En el interior tiene arcos sostenidos por pilares rodeados de semicolumnas. Todas las partes del pórtico se distinguen gracias a la coloración de ellas. Las cornisas están sostenidas por bandas lombardas análogas a las de la fachada.

### Los campanarios
El campanario de la derecha, llamado de los monjes, está datado en el siglo VIII y tiene el aspecto austero típico de las torres de defensa. El de la izquierda, llamado de los canónigos, es más alto y está datado en 1144. Su ideación se puede atribuir, con toda probabilidad al mismo arquitecto que diseñó la basílica, ya que retoma en vertical los mismos conceptos del cuadripórtico. Los últimos dos pisos fueron añadidos en 1889. Los campanarios son también muestra de la influencia de estilos de más allá de los Alpes.

## Galería de imágenes

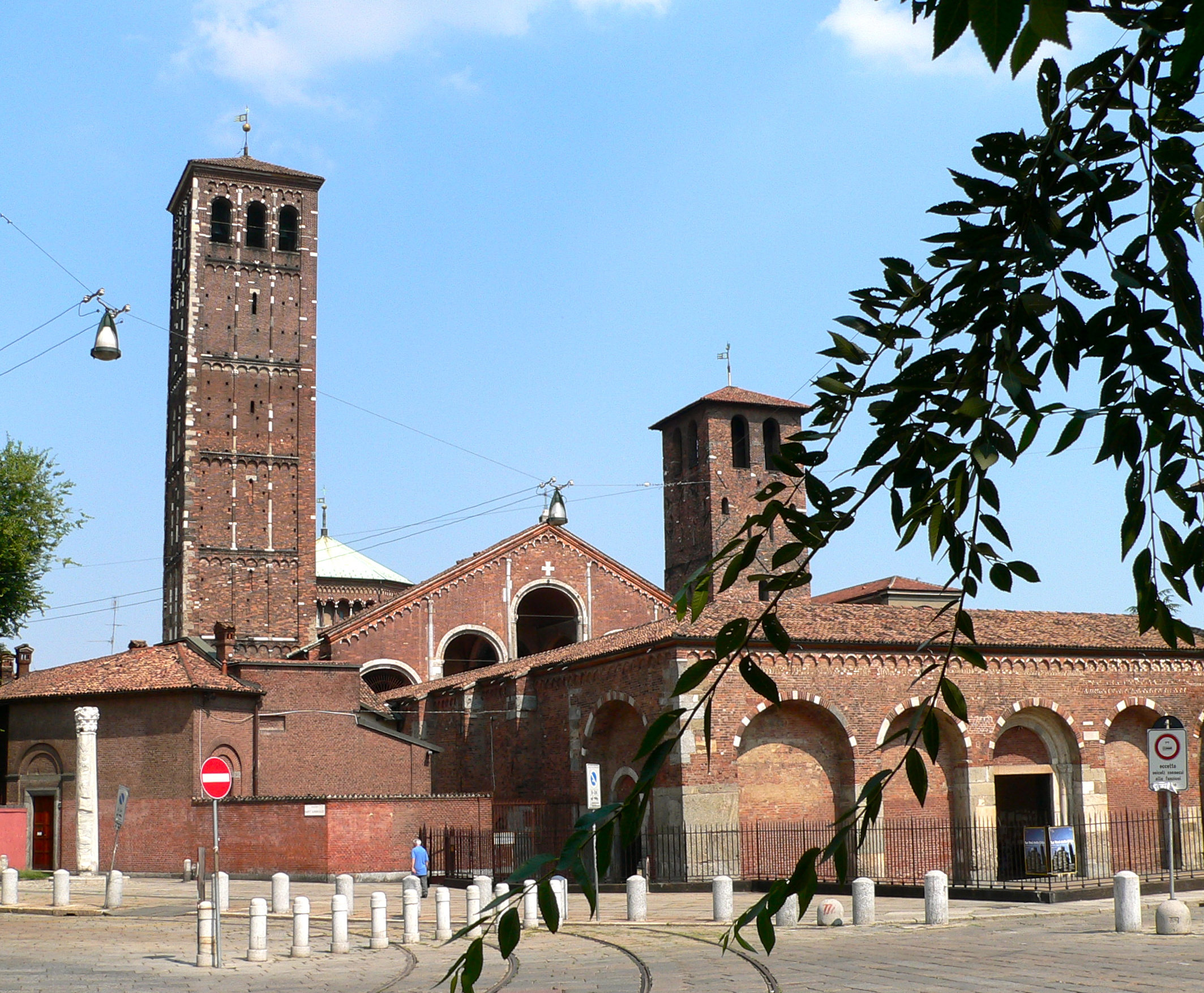
Vista exterior
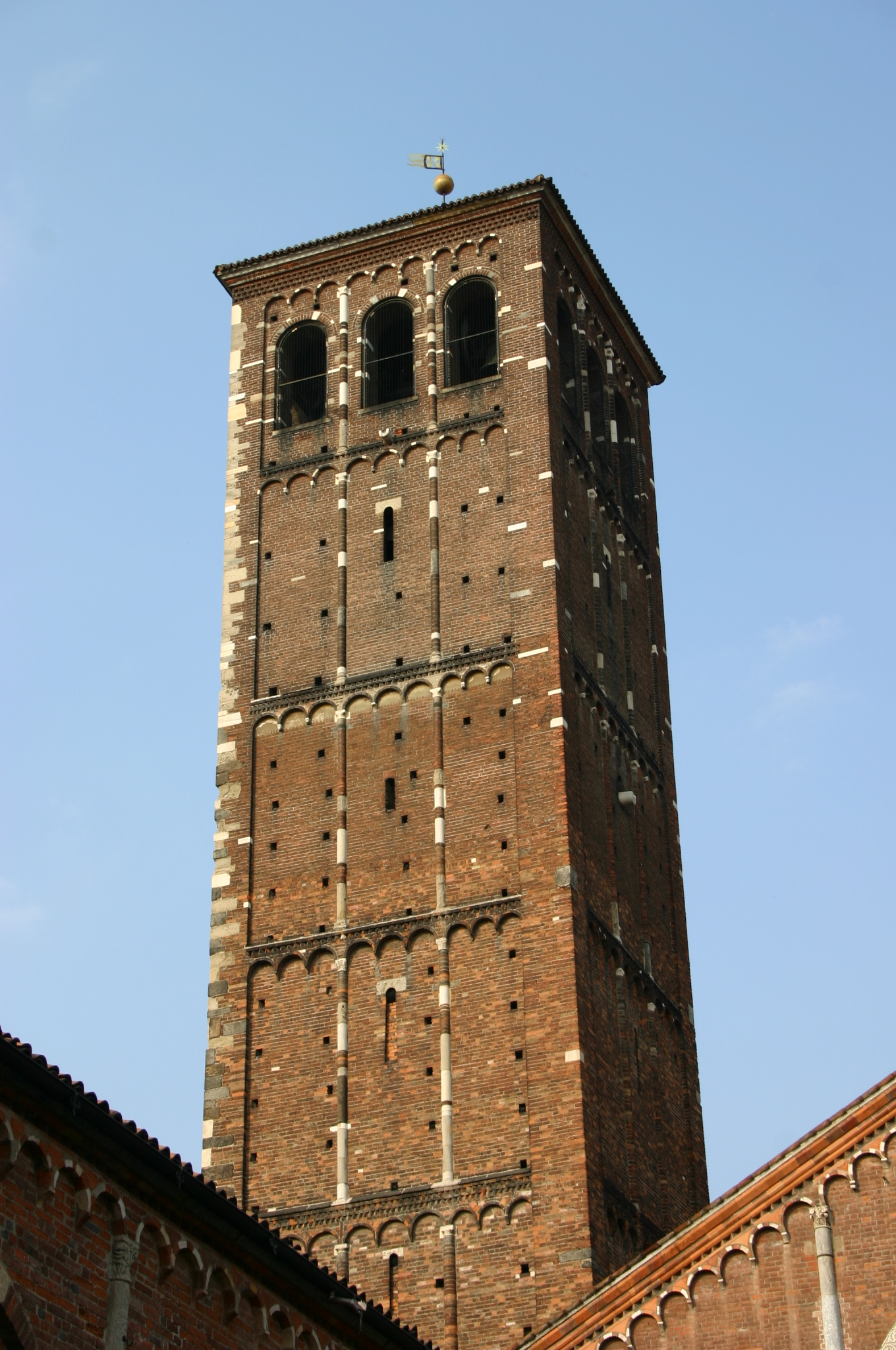
Campanile dei canonici
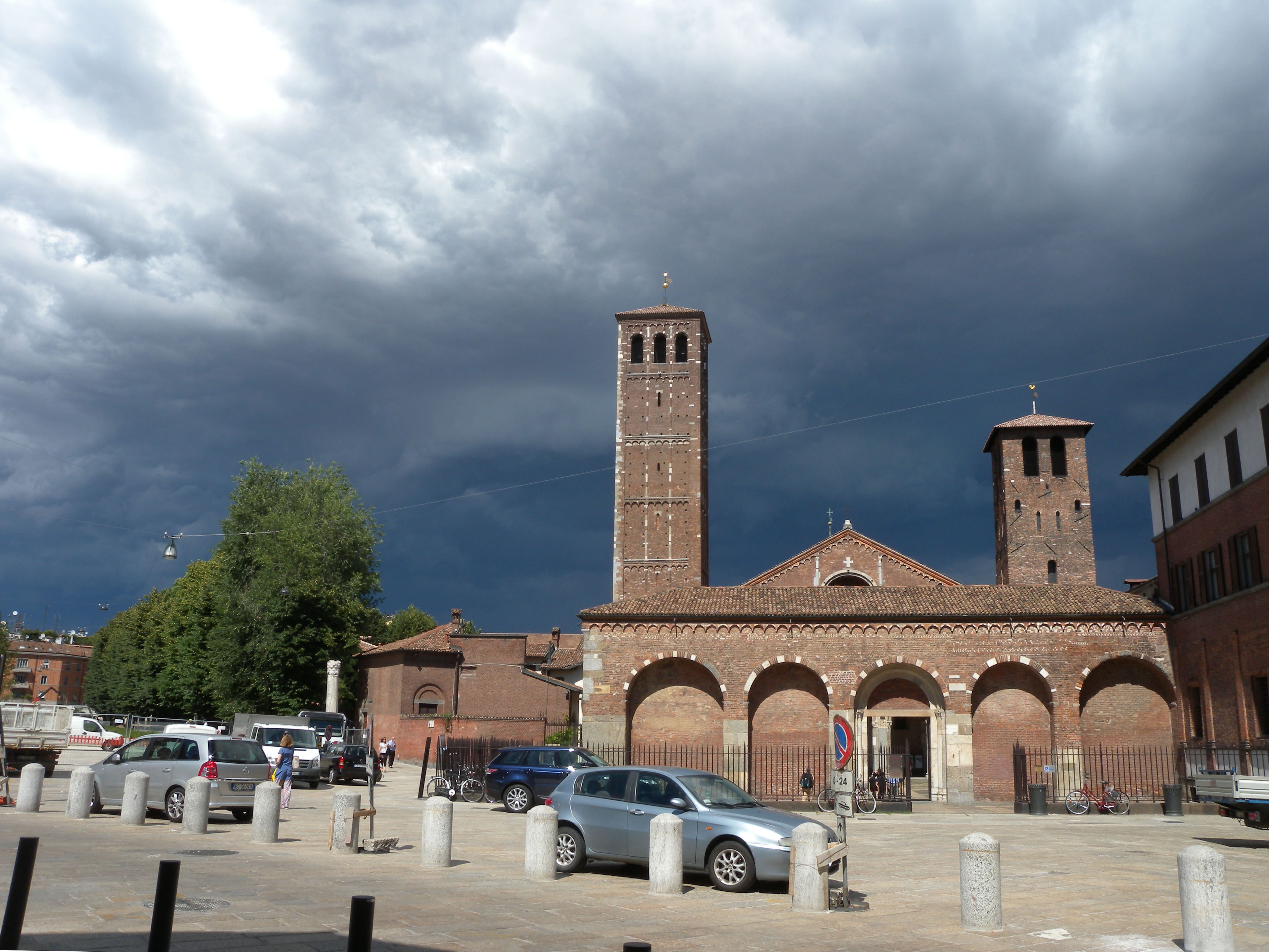
Otra vista exterior

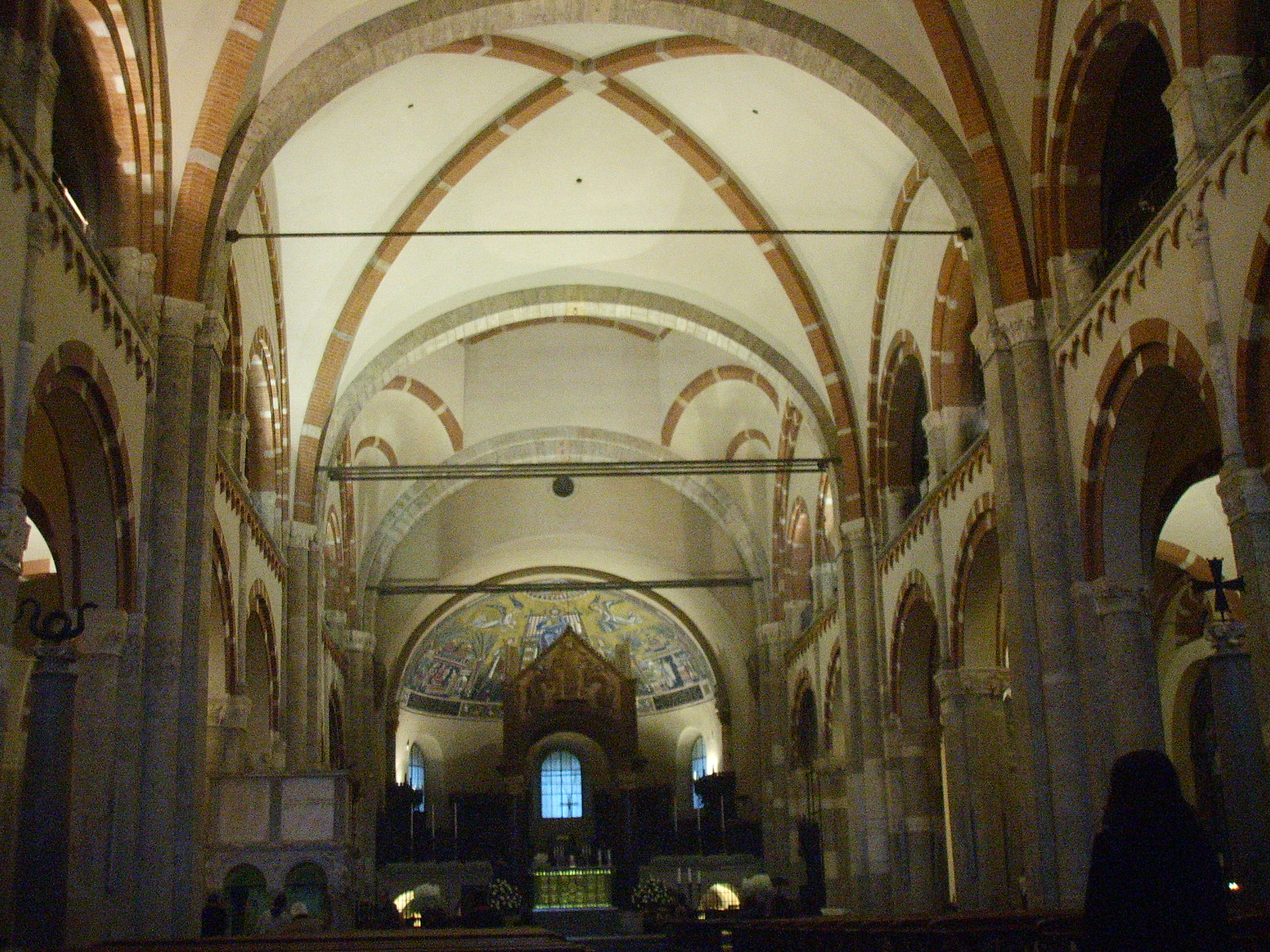
Vista interior
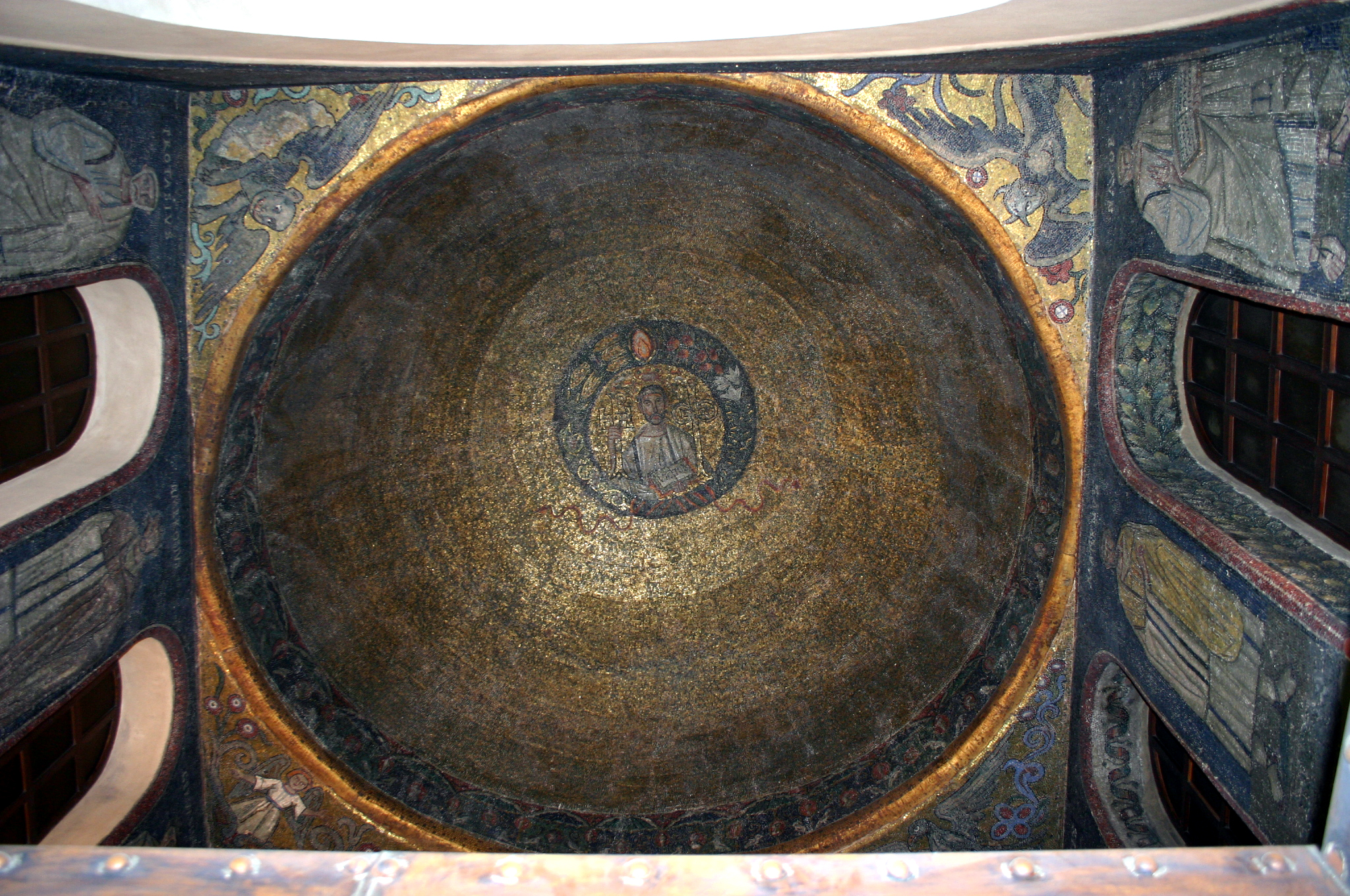
La cúpula de la capilla de San Vittore in Ciel d'oro
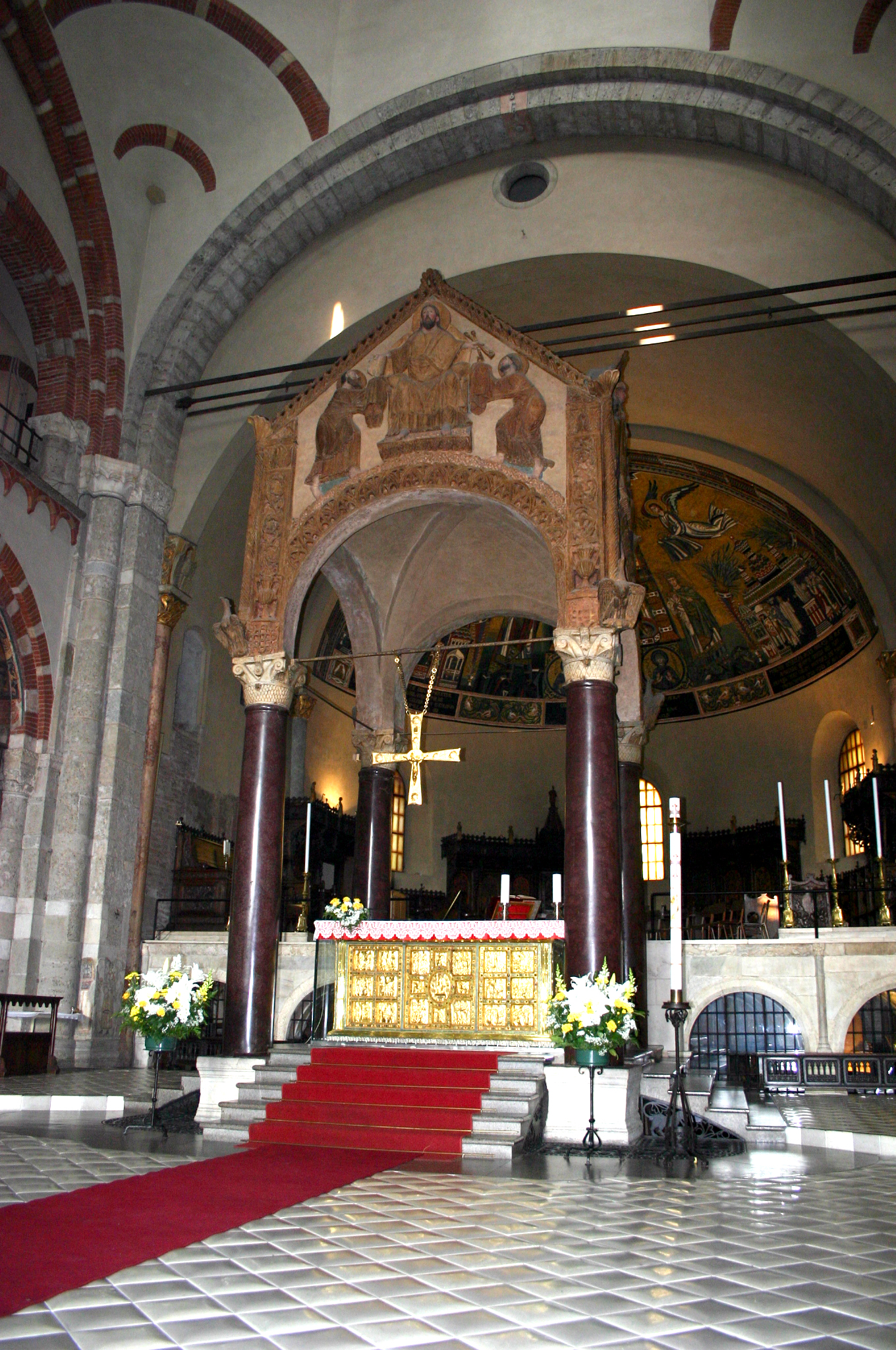
El altar bajo el ciborio
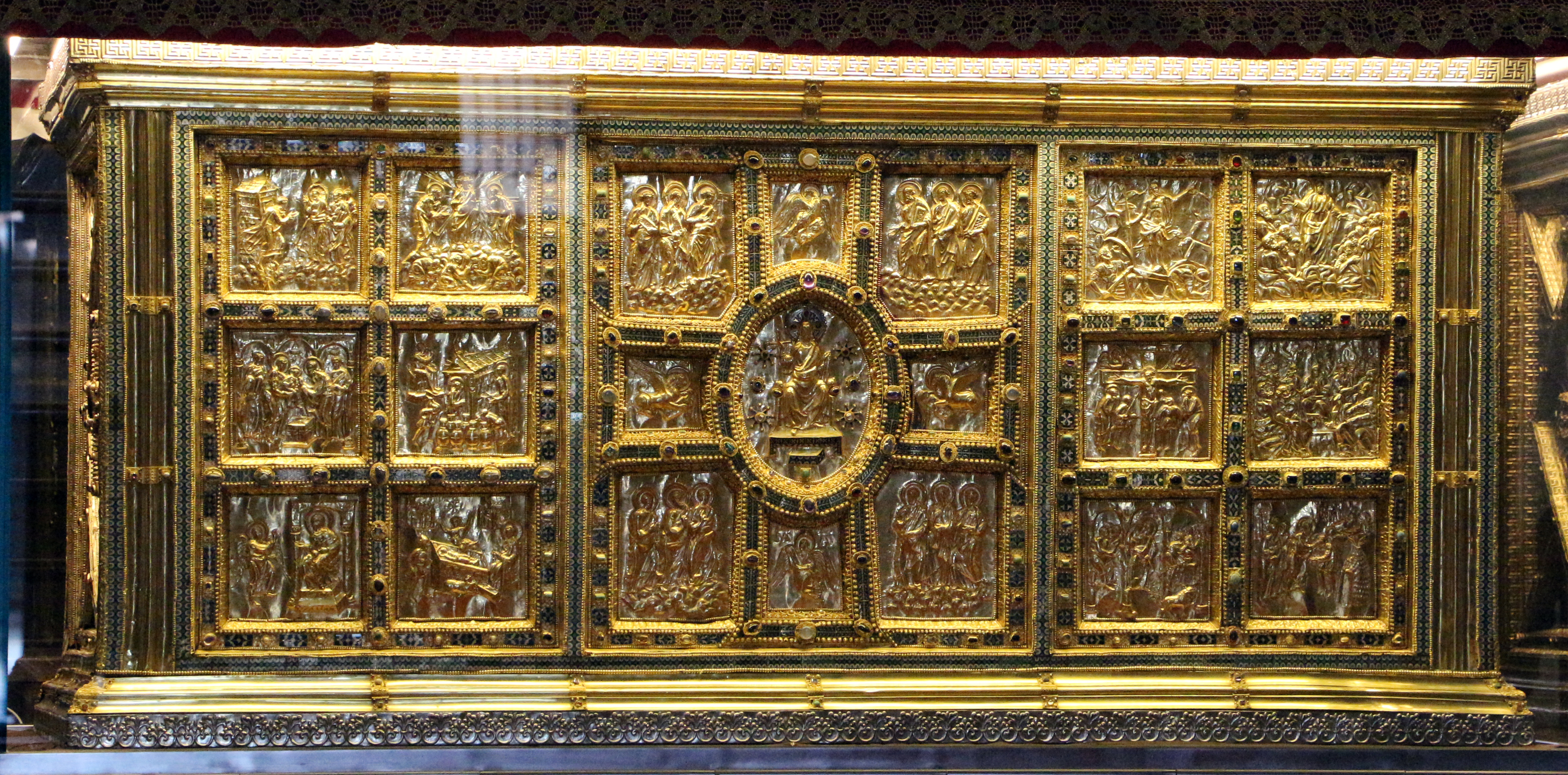
Altar, obra de Vuolvinus (c. 850)
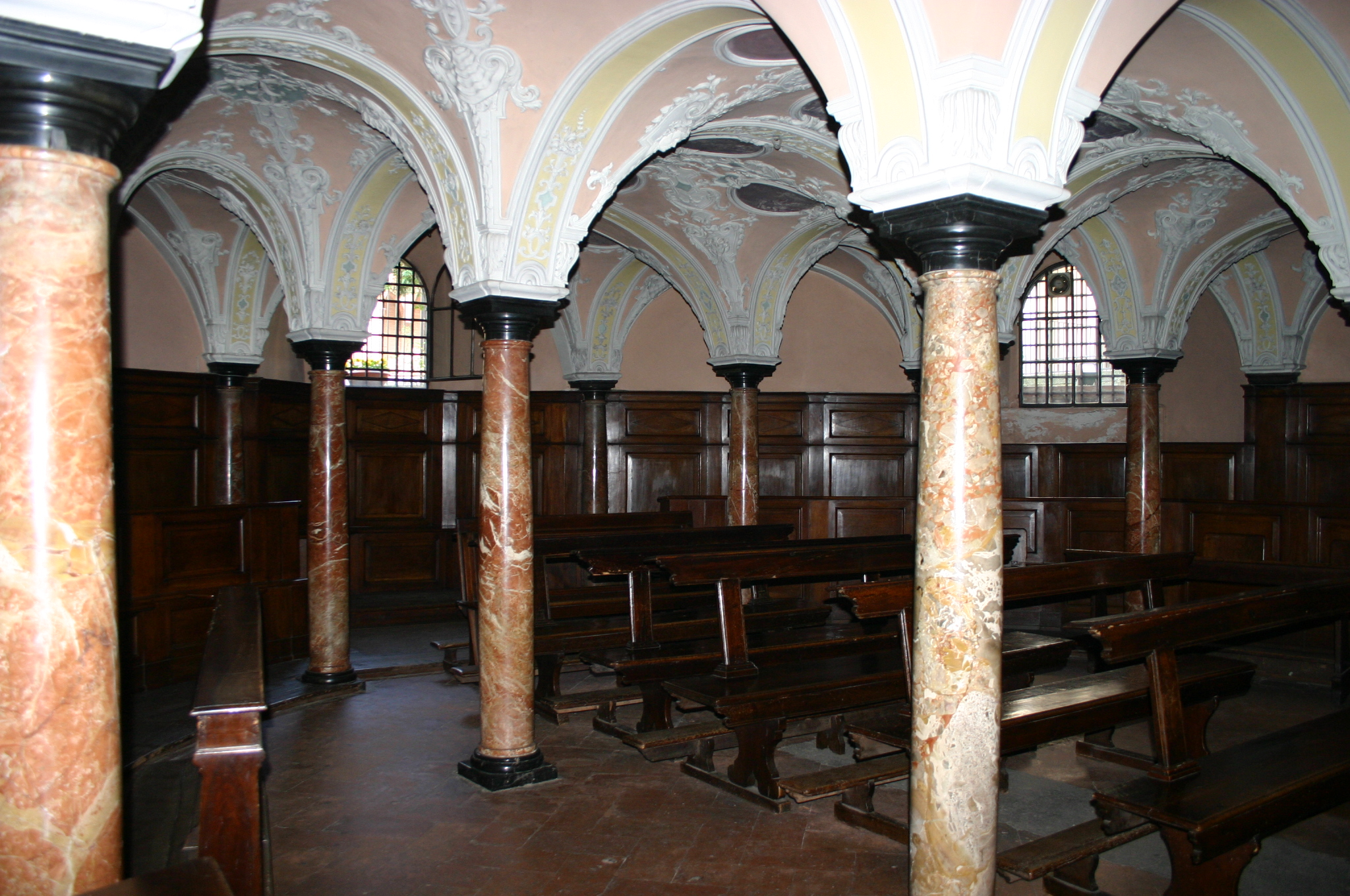
Cripta